# Estación de Bodiosa
La Estación Ferroviaria de Bodiosa, también conocida como Estación de Bodiosa, fue una antigua plataforma de la línea del Vouga, que servía a la parroquia de Bodiosa, en el distrito de Viseu, en Portugal.

## Características y servicios

### Localización y accesos
El antiguo edificio de la estación se encuentra al sur de la localidad de Bodiosa, teniendo su acceso por un ramal de la Ruta Municipal 1303.

### Servicios
Esta plataforma se encuentra retirada del servicio.

## Historia
La estación fue abierta a la explotación, junto con el tramo de la Línea del Valle del Vouga que la unía a Viseu, en 1913; la conexión ferroviaria a Vouzela, con aproximadamente 23 kilómetros de extensión, fue completada al año siguiente.
El servicio en el tramo entre Sernada do Vouga y Viseu fue suspendido a comienzos de la década de 1970, debido a los incendios causados por la circulación de locomotoras a vapor; la línea fue reabierta después de la Revolución de los Claveles, el 25 de  abril de 1974, siendo, no obstante, definitivamente cerrada en 1989.
En 2008, la Red Ferroviaria Nacional vendió todo el patrimonio ferroviario en el ayuntamiento de Viseu a la alcaldía, con el propósito de rehabilitar y solventar nuevas necesidades; no obstante, algunas de las antiguas estaciones, como Bodiosa, se encontraban, en ese momento, ocupadas por familias o instituciones.